# Anti-Nowhere League
Die Anti-Nowhere League (ANL) ist eine britische Punk-Band, die 1980 in Tunbridge Wells (Kent) gegründet wurde. Nach einer Unterbrechung zwischen 1987 und 1992 ist die Gruppe heute wieder aktiv.

## Bandgeschichte

### Erste Phase (1979–1987)
Die erste Besetzung waren der Sänger Nick Kulmer („Animal“), der Gitarrist Chris Exall („Magoo“), Tony Shaw („Bones“) am Schlagzeug und Chris Elvy („Baggy Elvy“) am Bass, der jedoch bereits kurze Zeit später durch Clive Blake („Winston“) und der wiederum durch Djahanshah Aghssa – besser bekannt als PJ oder Persian John – ersetzt wurde. Der Band gelang es daraufhin, sich an der Apocalypse Tour zu beteiligen, auf der auch The Exploited, Chron Gen und Anti-Pasti zu hören waren. Auch mit Discharge traten sie auf. Dies führte zur Unterzeichnung eines Plattenvertrags bei WXYZ Records, dem Plattenlabel von John Curd.
Es folge eine Kurztournee durch Nordengland, wo sie erneut als Vorband von The Damned spielten. Im November 1981 veröffentlichte die Gruppe ihre erste Single, eine Coverversion von Ralph McTells Streets of London, die in den britischen Charts mit Platz 48 einen ersten Erfolg einbrachte. Zu diesem wurde auch ein Video gedreht, das die Band in jenem Hard-Rock- und Rocker-Outfit zeigte, das sie bis heute haben: Lederjacken und Ketten. Es war jedoch die B-Seite, die für Kontroversen sorgte. So What, – später auch durch Metallica populär gemacht – bediente sich einer obszönen Sprache. Die kurzzeitige Beschlagnahme der Single durch die Metropolitan Police sorgte für erhöhte Aufmerksamkeit.
1982 konnte sich eine weitere Single namens I Hate People ebenfalls in den Charts platzieren. Das Debütalbum We Are... The League erschien im Mai 1982 und erreichte Platz 24 der britischen Charts. Im Anschluss tourte die Formation zunächst mit Chron Gen, The Defects und Chelsea durch Großbritannien und anschließend mit den UK Subs durch die Vereinigten Staaten. Bei einer weiteren Tour durch Jugoslawien wurde das Livealbum Live in Yugoslavia mitgeschnitten, mit dem sie Platz 88 der britischen Charts erreichten. Anschließend kam mit Mark Gilham („Gilly“) ein zweiter Gitarrist hinzu. 1984 verließ PJ die Band. Zunächst durch Michael Bettell ersetzt, folgte 1986 Jonathan Birch („JB“).
1987 erschien ihr zweites Studioalbum The Perfect Crime über das Heavy-Metal-Label GWR. Die Band war auf Grund ihrer vorherigen Erfahrungen mit den Plattenfirmen, die sie nach eigener Aussage abgezogen hätten, zu sehr vielen Kompromissen bereit, so dass das Album wesentlich poporientierter ausfiel. So floppte das Album letztlich. Die Band löste sich Ende des Jahres auf, gab allerdings 1989 ein Abschiedskonzert in ihrer Heimatstadt und veröffentlichte mit Fuck Around the Clock eine letzte Single. Kulmen und Exall eröffneten anschließend gemeinsam einen Nachtclub.

### Zweite Phase: Reunion (seit 1995)
1991 erschien Metallicas Single Sad but True, die als B-Seite eine Coverversion des Liedes So What enthielt. 1992 durfte Nick Kulmer das Lied zusammen mit der Band im ausverkauften Wembley Stadium singen. Das Lied gehört heute zu den Standards in den Setlists von Metallica und machte die Band auch außerhalb der Punkszene populär. Angeregt durch den unvermuteten Erfolg der Metallica-Coverversion kam es zu einer Reunion, an der sich neben Kulmer auch Chris „Magoo“ Exall beteiligte. Der Rest des Line-ups war neu. Die Band begann um 1992 wieder zu touren. Zunächst entstand die Extended Play Pig Iron, die über das deutsche Label Impact Records veröffentlicht wurde. 1997 veröffentlichte das deutsche Independent-Label außerdem das Tributalbum So What! - A tribute to the Anti-Nowhere League, auf dem Metal-Bands wie Sodom und Benediction, aber auch Punkbands wie Daily Terror, Toxoplasma und Die Kassierer die Gruppe coverten. Als Bonus enthielt das Album das brandneue Lied Burn ’em All.
1998 folgte das Comeback-Album Scum über das ebenfalls deutsche Label Knock Out Records. Dort erschien auch eine Quasi-Fortsetzung des erfolgreichen Livealbums von 1983: Die Band geht wieder in Jugoslawien auf Tour und nimmt dort Return to Yugoslavia auf. Anschließend wurde das Line-up sehr instabil, Nick Kulmer blieb über die nächsten Jahre die einzige Konstante in der Band. Es folgten die Studioalben Out of Control (2000), Kings & Queens (2005), The Road to Rampton (2007), We Are … The League … Uncut (2014) und The Cage (2016).

## Musikstil
Als Band der zweiten Punk-Generation legte Anti-Nowhere League zu Beginn ihrer Karriere viel Wert auf den Schockmoment. Obwohl ihr Ralph McTell-Cover sehr nah am Original war und ohne Obszönitäten auskam, schockten sie mit der B-Seite der Single, die über eine sehr obszöne Sprache verfügte. In diesem Geist ist auch ihr Debütalbum entstanden. Das zweite Album The Perfect Crime dagegen ist eher kommerzieller orientiert und dürfte damit großen Anteil haben am Niedergang der Band. Die späteren Alben sind wieder im Geiste des Debüts entstanden und unterscheiden sich wenig voneinander.

## Diskografie

### Studioalben
- 1982: We Are… The League (WXYZ Records)
- 1987: The Perfect Crime (GWR Records)
- 1997: Scum (Knock Out Records)
- 2000: Out of Control (Receiver Records)
- 2005: Kings & Queens (Captain Oi!)
- 2007: The Road to Rampton (Nowhere Records)
- 2014: We Are … The League … Uncut (Cleopatra Records)
- 2016: The Cage (Cleopatra Records)

### Livealben
- 1983: Live In Yugoslavia (I.D. Records)
- 1989: Live and Loud (Link Records)
- 1994: Live Animals (Step-1 Music)
- 1996: The Horse Is Dead: Live! SO WHAT? (Receiver Records Limited)
- 1998: Return to Yugoslavia (Knock Out Records)
- 2007: Secret Radio Recordings (Dream Catcher)

### Kompilationen
- 1985: Long Live the League (Dojo Limited)
- 1991: Best of the Anti-Nowhere League (Streetlink)
- 1995: Complete Singles Collection (Anagram Records)
- 1999: Anthology (Eagle Records)
- 2000: So What (Harry May Record Company)
- 2001: Punk Singles & Rarities 1981–1984 (Captain Oi!)
- 2001: Animal! The Very Best Of The Anti-Nowhere League 1981-1998 (Anagram Records)
- 2002: I Hate People … Long Live the League  (Harry May Record Company)
- 2006: So What? (Early Demos & Live Abuse) (2CD, Castle Music)
- 2006: Pig Iron (The Album) (Nowhere Records)
- 2008: The Punk Rock Anthology (2CD, Anagram Records)
- 2016: Long Live the League (2CD, Westworld Recordings)

### Singles und EPs
- 1981: Streets of London (WXYZ Records)
- 1982: For You (WXYZ Records)
- 1982: I Hate People (WXYZ Records)
- 1982: Woman (WXYZ Records)
- 1984: Out on the Wasteland (ABC)
- 1987: Crime (GWR Records)
- 1989: Fuck Around the Clock (Link Records)
- 1996: Pig Iron (Impact Records)
- 2011: This Is War (7’’, Papagájův Hlasatel Records)
- 2014: Anti-Nowhere League / The Damn Garrison (Split-7’’, Rebel Sound)

### Videoalben
- 2008: Hell for Leather (Dream Catcher)

### Tributealben
- 1997: So What! - A tribute to the Anti-Nowhere League (Impact Records)